# Juan José Perea
Juan José Perea (Bogotá, 2000. február 23. –) kolumbiai labdarúgó, a svájci Zürich csatára kölcsönben a német Stuttgart csapatától.

## Pályafutása
Perea Kolumbia fővárosában, Bogotában született. Az ifjúsági pályafutását a helyi Escofutuper Bogotá csapatában kezdte, majd a portugál Portónál folytatta.
2019-ben mutatkozott be a görög első osztályban szereplő Panathinaikósz felnőtt keretében. A 2020–21-es szezonban a Volosznál szerepelt kölcsönben. 2021-ben a Jáninához igazolt. 2022. július 8-án négyéves szerződést kötött a német első osztályban érdekelt Stuttgart együttesével. Először a 2022. augusztus 7-ei, RB Leipzig ellen 1–1-es döntetlennel zárult mérkőzés 90. percében, Silas Katompa Mvumpa cseréjeként lépett pályára. Első gólját 2023. március 4-én, a Bayern München ellen hazai pályán 2–1-re elvesztett találkozón szerezte meg. 2023 és 2025 között a Hansa Rostock és a svájci Zürich csapatát erősítette kölcsönben.

## Statisztika
2024. szeptember 1. szerint.

| Klub                       | Szezon   | Bajnokság           | Bajnokság | Bajnokság | Kupa  | Kupa  | Nemzetközi | Nemzetközi | Összesen | Összesen |
| Klub                       | Szezon   | Bajnokság           | Mérk.     | Gólok     | Mérk. | Gólok | Mérk.      | Gólok      | Mérk.    | Gólok    |
| -------------------------- | -------- | ------------------- | --------- | --------- | ----- | ----- | ---------- | ---------- | -------- | -------- |
| Panathinaikósz             | 2019–20  | Super League Greece | 23        | 3         | 5     | 0     | —          | —          | 28       | 3        |
| Volosz (kölcsönben)        | 2020–21  | Super League Greece | 27        | 3         | 4     | 0     | —          | —          | 31       | 3        |
| Jánina                     | 2021–22  | Super League Greece | 32        | 10        | 1     | 0     | —          | —          | 33       | 10       |
| Stuttgart                  | 2022–23  | Bundesliga          | 16        | 1         | 3     | 0     | —          | —          | 19       | 1        |
| Hansa Rostock (kölcsönben) | 2023–24  | 2. Bundesliga       | 33        | 4         | 2     | 0     | —          | —          | 35       | 4        |
| Zürich (kölcsönben)        | 2024–25  | Swiss Super League  | 5         | 3         | 0     | 0     | 4          | 0          | 9        | 3        |
| Összesen                   | Összesen | Összesen            | 136       | 24        | 15    | 0     | 4          | 0          | 155      | 24       |

## Sikerei, díjai
Egyéni
- PÁSZ Jánina – Az Szezon Játékosa: 2021–22